# Canche (rivière)
Pour les articles homonymes, voir Canche.
La Canche est une rivière française qui coule dans le nord du département de Saône-et-Loire, dans le parc naturel régional du Morvan. Elle rejoint la Chaloire à La Celle-en-Morvan pour former la Celle, qui est elle-même un affluent de l'Arroux, qui se jette dans la Loire,.
On ne la confondra pas avec la Canche, fleuve côtier du Pas-de-Calais.

## Géographie

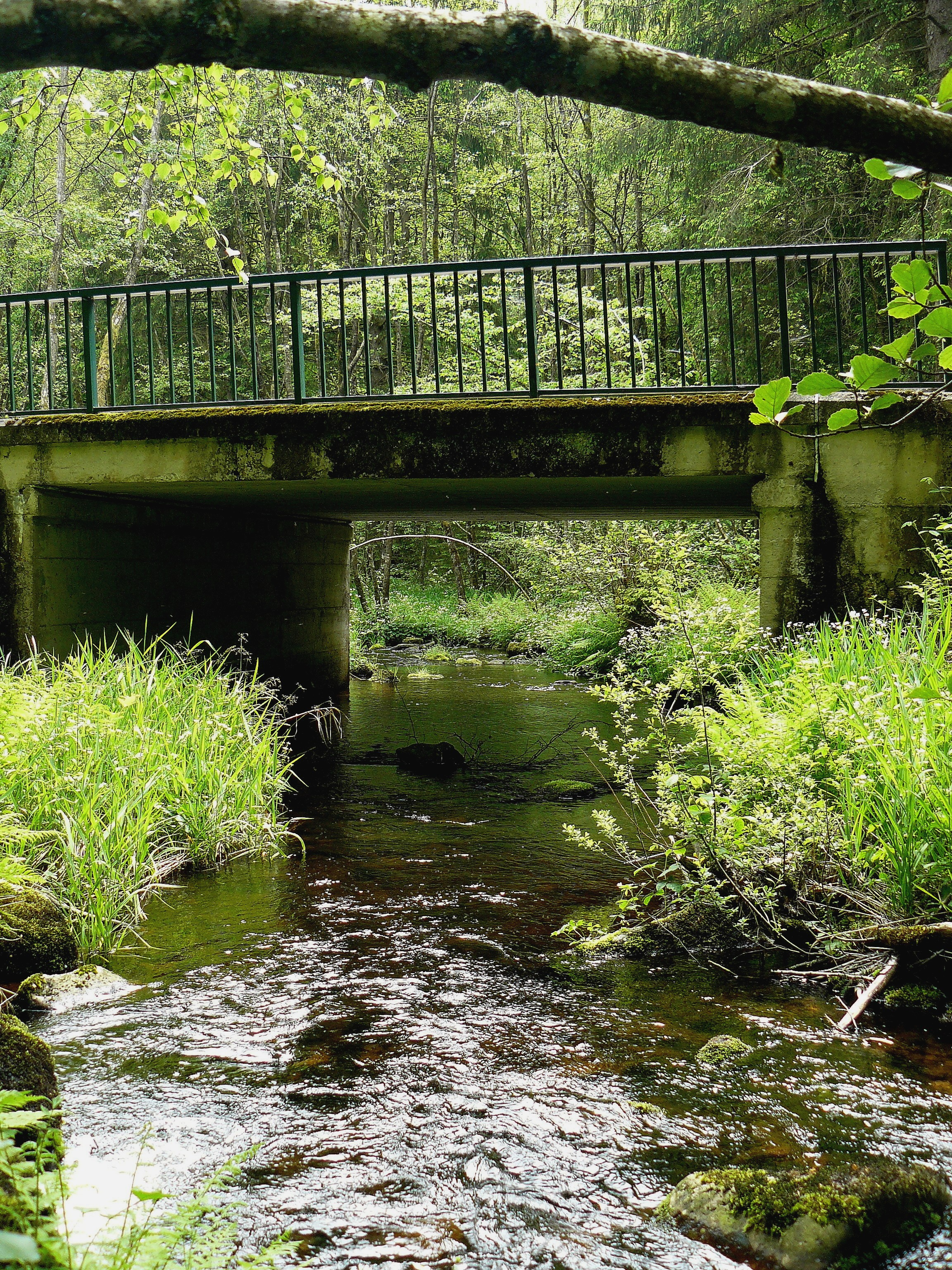
Pont sur la route D 179, au-dessous du barrage.

La Canche prend sa source dans la forêt domaniale de Saint-Prix, sur les pentes du Haut Folin, point culminant du Morvan, à près de 800 m d'altitude. Rejointe par le Méchet au lieu-dit la Croisette, elle s'écoule d'abord en direction du nord-est jusqu'à  Roussillon-en-Morvan où elle oblique vers l'est. Sa longueur totale est de 15,2 km.
Au-dessus de Roussillon-en-Morvan, son cours est absorbé par un barrage hydro-électrique, après quoi elle se faufile dans le massif granitique par des gorges forestières pittoresques (les gorges de la Canche) sur deux kilomètres environ, jusqu'à la centrale EDF. La cascade dite du Saut de la Canche se situe vers la mi-parcours. Dans la partie inférieure, on trouve des marmites de géant creusées par les tourbillons.
Le cours supérieur de la Canche est longé par la route départementale D 179. Un sentier de randonnée (assez « sportif ») parcourt le fond des gorges. À partir de Roussillon, c'est la D 978 qui l'accompagne jusqu'à La Celle.
Le confluent avec la Chaloire se situe à 330 m d'altitude environ.
Les gorges de la Canche sont classées réserve biologique domaniale, et font partie des sites Natura 2000,. Les eaux de la rivière abritent le chabot de rivière et la truite fario, caractéristiques des eaux froides et très oxygénées. Le cincle plongeur s'y rencontre à proximité immédiate, et la vallée est fréquemment survolée par le circaète Jean-le-Blanc. En amont du barrage, on trouve des tourbières dues au sol acide et aux conditions climatiques particulières.

## Communes traversées
- Roussillon-en-Morvan
- La Celle-en-Morvan

## Le barrage de la Canche

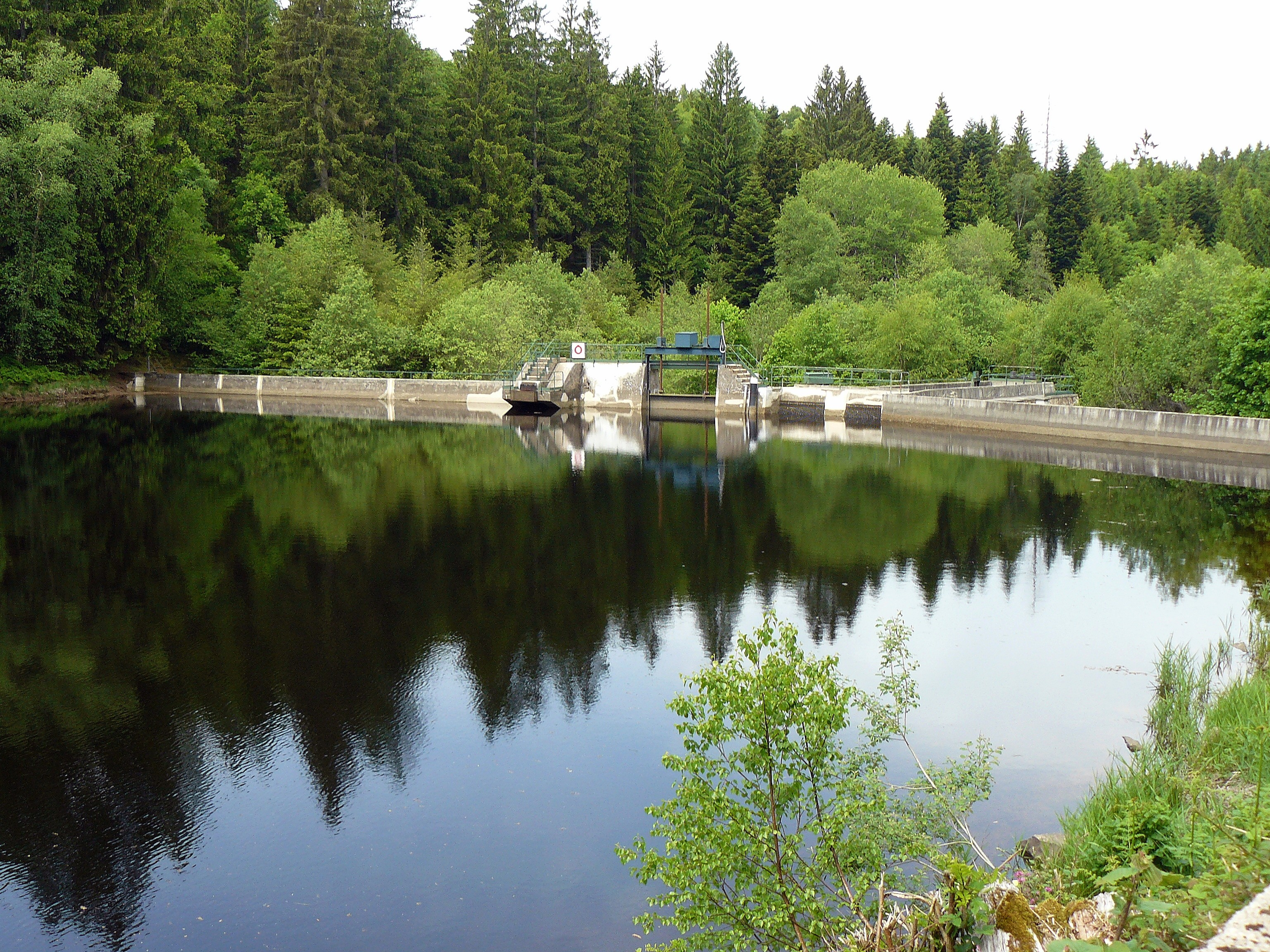
Retenue et barrage de la Canche, à Roussillon-en-Morvan.

Le barrage et l'usine d'hydroélectricité, construits de 1919 à 1921 par la Compagnie d'électricité de la Grosne, ont été nationalisés et transférés à EDF en 1946. Les installations sont d'origine à l'exception des organes de commande, de transformation et d'évacuation du courant. Le barrage a une hauteur de 7,5 m et une longueur de 72,5 m. Il retient un volume d'eau de 23 600 m3. La puissance maximale de l'usine, fournie par trois groupes turbo-alternateurs, est de 2 500 kW. La production annuelle est d'environ 3,2 millions de kWh.
L'eau circule dans une conduite de 1 657 m de long pour un dénivelé de 106 m. Le courant produit est désormais évacué par une ligne souterraine. L'usine est pilotée depuis la centrale de Bois de Cure, dans l'Yonne.